# Xingu (Brasilien)
 For alternative betydninger, se Xingu. (Se også artikler, som begynder med Xingu)
Xingu er navnet på et af de største indianerreservater i Brasilien. Der lever 13 stammer i området, som er cirka halvt så stort som Danmark.